# Verrucaria gudbrandsdalensis
Verrucaria gudbrandsdalensis är en lavart som beskrevs av Georg Hermann Zschacke och H.Magn.. Verrucaria gudbrandsdalensis ingår i släktet Verrucaria, och familjen Verrucariaceae. Arten är reproducerande i Sverige.